# Меркати, Джованни
Джованни Меркати (итал. Giovanni Mercati; 17 декабря 1866, Гайда, королевство Италия — 23 августа 1957, Ватикан) — итальянский куриальный кардинал и ватиканский сановник. Префект Ватиканской Апостольской Библиотеки с 23 октября 1919 по 18 июня 1936. Библиотекарь и Архивариус Святой Римской Церкви с 18 июня 1936 по 23 августа 1957. Камерленго Священной Коллегии Кардиналов с 28 мая 1951 по 12 января 1953. Кардинал-дьякон с 15 июня 1936, с титулярной диаконией Сан-Джорджо-ин-Велабро с 18 июня 1936.

## Биография
Член-корреспондент Американской академии медиевистики (1926).